# Bogolioubovo
Bogolioubovo (en russe : Боголю́бово, litt. « lieu aimé de Dieu ») est un village de l'établissement rural de Bogolioubovo, dont il est le chef-lieu, de l'oblast de Vladimir, en Russie. Il est situé dans le raïon de Souzdal, à 10 km au nord-est de Vladimir. Le village se trouve dans la région naturelle et historique de l'Opolié. Le château de Bogolioubovo forme un ensemble architectural avec l'église de la Nativité et le monastère dans l'Anneau d'or de Russie parmi les Monuments de Vladimir et de Souzdal. Il comptait 4 729 habitants en 2021. 

## Histoire
Le village s'étend sur une colline qui domine la vallée de la Kliazma, au confluent de la Nerl. Au XIIe siècle, il est le lieu de résidence du prince de Vladimir André Ier Bogolioubski qui le fait construire autour de son palais entre 1158 et 1165. Selon l'Église orthodoxe russe, André Ier aurait eu une vision de la Vierge (Théotokos). L’église de l'Intercession-de-la-Vierge sur la Nerl est élevée en douze mois pour commémorer l'événement (1165). Le prince est assassiné par les boyards en 1174 dans son palais de Bogolioubovo. Après sa mort, en 1177, la ville est mise à sac par le prince de Riazan Gleb. Dans les années 1230, les Mongols détruisent ses fortifications.
Bogolioubovo a accédé au statut de commune urbaine en 1960, mais est redevenue un village (russe : cело, selo) en 2005.

## Population
1969 : 3 900 (estimation)
1989 : 4 143 (recensement)
2000 : 4 200 (estimation) 
2002 : 4 218 (recensement)
2006 : 4 039 (estimation)
2021 : 4 729 habitants (recensement):

## Personnalités
- Elisabeth Bykova (1913 - 1989), née à Bogolioubovo, championne du monde d'échecs entre 1953 et 1962.

## Galerie

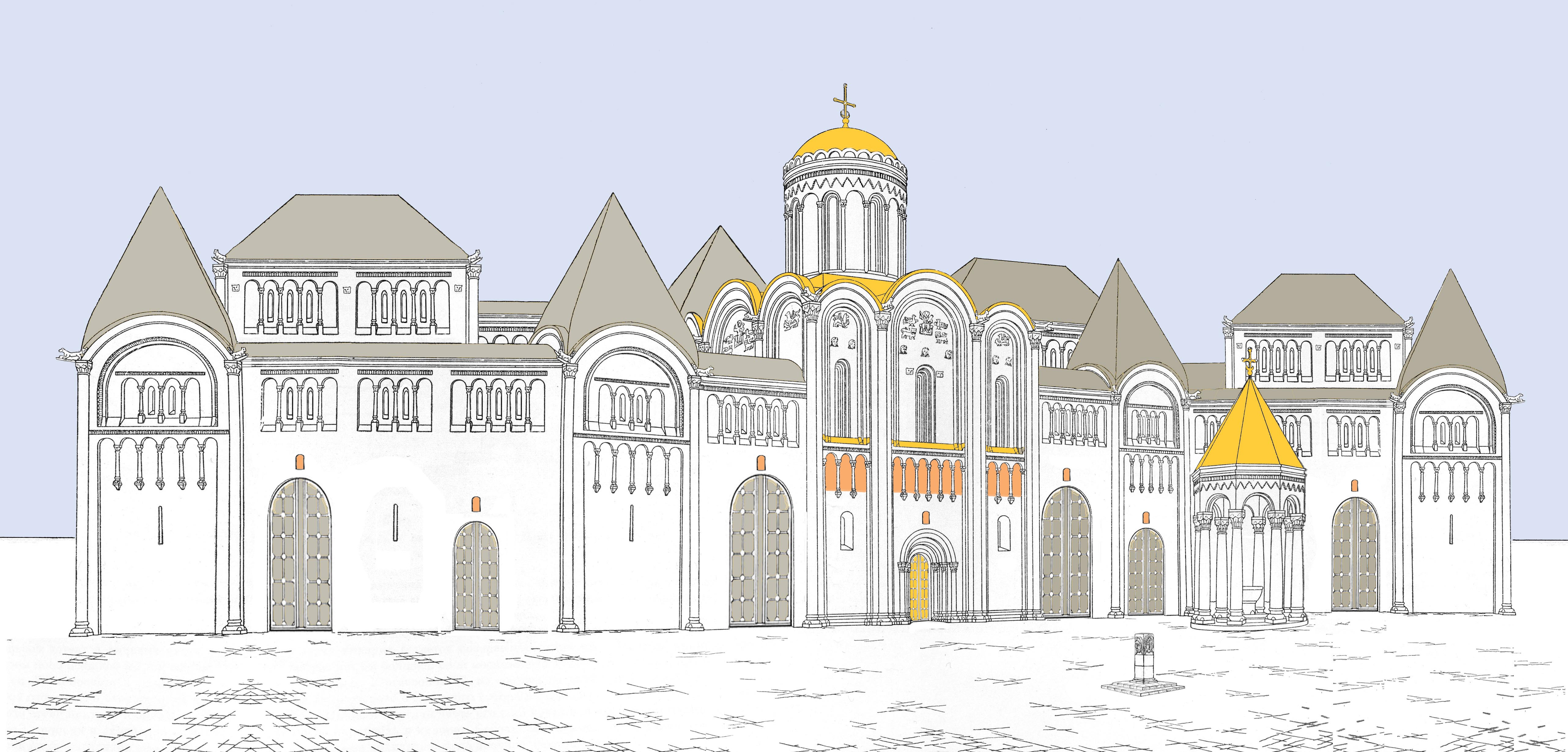
Reconstitution du château de Bogolioubovo par Zagraevski.
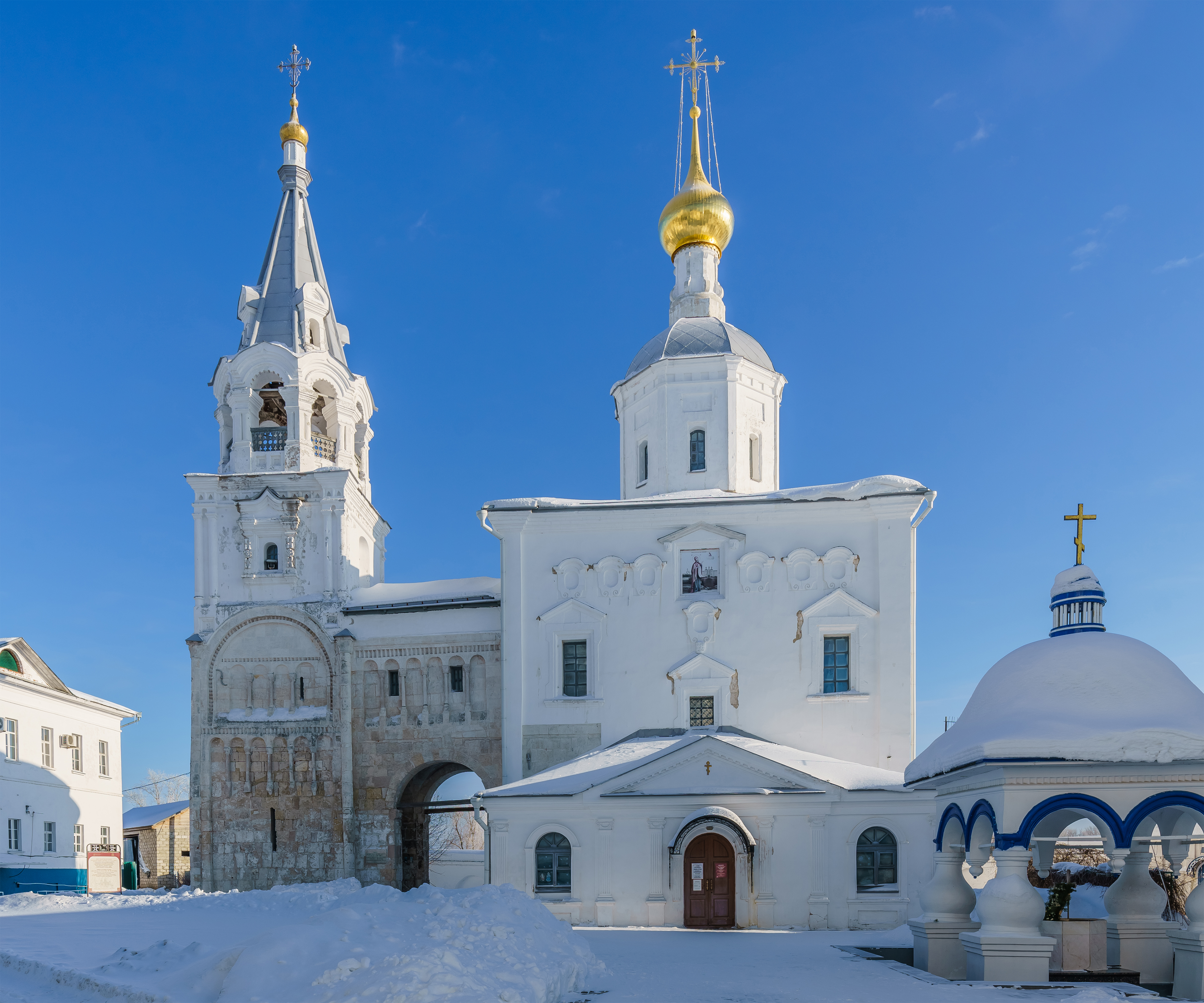
Église de la Nativité de la Vierge et château de Bogolioubovo
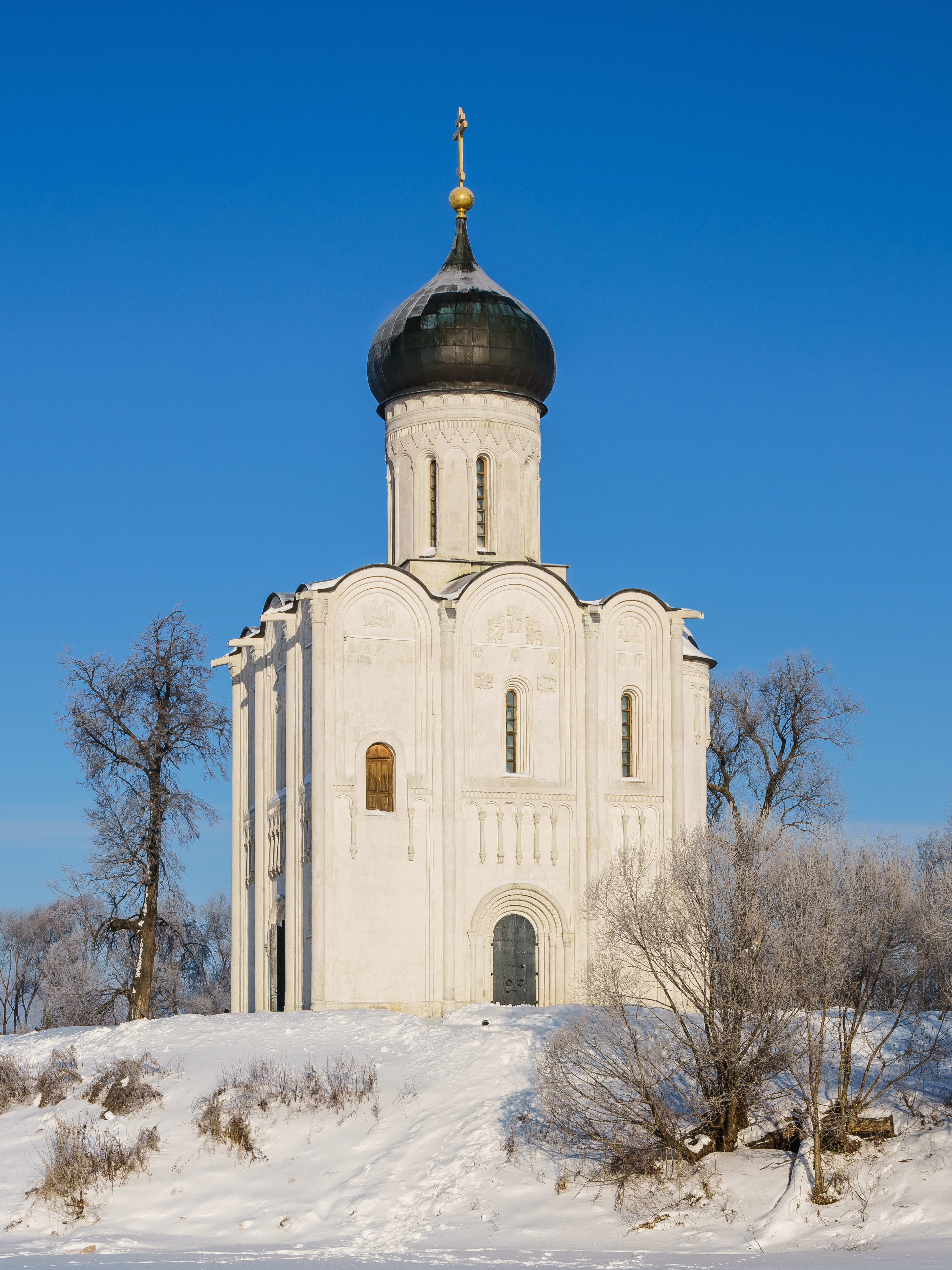
Église de l'Intercession-de-la-Vierge sur la Nerl